# Gai (Austria)
Gai es un municipio ubicado en el distrito de Leoben, en Estiria, Austria. Desde el 14 de abril de 2013 es parte integrante del municipio de Trofaiach.

## Historia
La economía de Gai tuvo sus inicios en la Edad Media. Los nombres del área y los locales son reminiscencias de la colonia eslava de la Alta Edad Media, con la posterior colonización de Baviera. A partir del siglo XII se asegura la zona y con ello se produce la desaparición del habla eslava para asimilar, en su mayor parte, el alemán.
A partir de 1848 hubo una reestructuración local y regional y, con la ley de 1862 tuvo el cese de los terratenientes. La Gai original surgió de la fusión de cuatro poblados.
El área de Gai a través de los siglos ha sido de una comunidad típicamente agrícola, con los principales sistemas agrícolas irlandeses y compartiendo la accidentada historia del resto de Estiria. Muchos herreros y mineros vivían en el área de Gai.

## Geografía
Gai se encuentra en un valle entre el Liesingtal y Vordernbergertal en el «Ruta del Hierro» de Estiria. Es el poderoso macizo de Reiting, la montaña más alta de los Alpes Eisenerzer.
El nombre surgió debido a que el camino fue construido durante la Primera Guerra Mundial en 1915 por prisioneros de guerra rusos.
Gai se compone de las siguientes ciudades y pueblos: Edling, Edling-Seizerstraße, Gai, Gausendorf, Gimplach, Gimplach-Sternsiedlung, Gößgraben, Kurzheim, Oberdorf, Putzenberg, Schardorf, Töllach, Untergimplach, Unterkurzheim, Windischbühel.
El 1 de enero de 2013 se produjo la fusión con Trofaiach, que se oficializó el 14 de abril del mismo año.

## Política
En el año 1998 durante un acto se realizó el hermanamiento con la ciudad de Clonmen, Irlanda y, en 1999 se realiza el hermanamiento con la ciudad de Kamnik, Eslovenia.